# Rivière-les-Fosses
Rivière-les-Fosses é uma comuna francesa na região administrativa de Grande Leste, no departamento de Haute-Marne. Estende-se por uma área de 17,94 km². Em 2010 a comuna tinha 201 habitantes (densidade: 11,2 hab./km²).